# Pernui
Pernui és un antic poble, ara del tot despoblat, del terme municipal de Sort, a la comarca del Pallars Sobirà. Fins al 1976 formà part del terme primigeni de Sort.
Pernui és a l'esquerra de la Noguera Pallaresa, enlairat a llevant de Sort, davant per davant de la vila, al capdamunt del Serrat de la Carruga.

## Etimologia
Segons Joan Coromines, en primer lloc és molt clara l'adscripció de Pernui al grup de topònims amb el sufix -ui (<-oi), molt present a molts topònims pirinencs (Llessui, Bernui, Corroncui...). Pel que fa a l'arrel principal, Coromines descarta el parentiu amb l'ètim de perna/pierna, atesa la total absència a la zona pirinenca d'aquesta arrel romànica. Considera dues possibilitats: que l'origen sigui una arrel iberobasca del tipus perr-, amb alternança amb pern-, o que sigui una arrel plenament romànica: la de pedró/peiró (fita o oratori en lloc aïllat), que hagué passat per una fase amb la forma Peironui > Peronui > Pernui. Finalment, Coromines es decideix decididament per aquesta darrera possibilitat.

## Geografia

### El poble de Pernui
Situat en un coster, a força alçada, el poble de Pernui fou abandonat fa una quarantena d'anys després d'un incendi que arrasà les cases; només se'n salvà l'església.

#### Cases del poble[2]
Tot i que despoblat des de fa anys, es conserva memòria de les cases que formaven el poble de Pernui: Casa d'Antonet, Casa Magí, Casa Miquel, Casa Moriri i Casa de Redó, a més de l'església de Sant Germà.

## Demografia[3]
| 1888 | 1900 | 1910 | 1920 | 1930 | 1940 | 1950 | 1960 | 1970 |
| ---- | ---- | ---- | ---- | ---- | ---- | ---- | ---- | ---- |
| 30   | 35   | 15   | 35   | 40   | 27   | 23   | 20   | 1    |

Despoblat des d'abans del 1981.

## Història

### Edat contemporània
Pascual Madoz dedica un article molt breu del seu Diccionario geográfico... a Pernui (Pernuy). Diu que està situat en el vessant d'una muntanya molt alta, a l'esquerra de la Noguera Pallaresa. Té un clima fred, combatut per tots els vents, especialment els del nord i de l'oest, i els seus habitants pateixen pulmonies i inflamacions. El poble tenia 3 cases i l'església de Sant Germà. Pel que fa a habitants i altres detalls, el comptabilitza amb Sort.
Segons Ceferí Rocafort, Pernui comptava a començament del segle xx amb 10 edificis i 35 habitants.